# آنتونیو سالاندرا
آنتونیو سالاندرا (ایتالیایی: Antonio Salandra; ۱۳ اوت ۱۸۵۳ – ۹ دسامبر ۱۹۳۱) یک سیاست‌مدار و وکیل اهل پادشاهی ایتالیا بود که از تاریخ ۲۱ مارس ۱۹۱۴ تا تاریخ ۱۸ ژوئن ۱۹۱۶سمت  نخست وزیری ایتالیا را برعهده داشت.